# Rasmus Lind Rubin
Rasmus Lind Rubin er en dansk skuespiller, som blandt andet har været med i filmene Min bedste fjende og Bora Bora.